# Brădești (gmina w okręgu Harghita)
Brădești – gmina w Rumunii, w okręgu Harghita. Obejmuje miejscowości Brădești i Târnovița. W 2011 roku liczyła 1915 mieszkańców.